# Crispijn van Viterbo
Crispijn van Viterbo, O.F.M. Cap., (Viterbo, 13 november 1668 – Rome, 19 mei 1750) was een kapucijnermonnik. Vanwege zijn kennis en toegewijde dienstbaarheid wordt hij vereerd als heilige.

## Leven
Crispijn werd als Pietro Fioretti geboren in Viterbo. Hij kwam uit een devote familie en was zelf ook erg gelovig. De mensen in de omgeving noemden hem toen al il santarello (kleine heilige). Toen hij 25 was trad Pietro Fioretti toe tot de orde van de kapucijnen en nam daarbij de naam Crispino aan. In het klooster van Viterbo en later in Tolfa was hij als lekenbroeder kok. Daarna werd hij overgeplaatst naar Rome en naar Albano Laziale, waar diverse kardinalen en de paus hem kwamen opzoeken. Van  Albano werd hij weer overgeplaatst naar Rome, waar hij stierf. Hij ligt begraven in de Santa Maria della Concezione dei Cappuccini.

## Heiligverklaring
Fioretti werd op 7 september 1806 zalig verklaard door paus Pius VII. Op 20 juni 1982 werd hij heilig verklaard door paus Johannes Paulus II en hiermee was hij de eerste die door deze paus werd heilig verklaard.